# Шакриани
Шакриани (груз. შაქრიანი) — село в Грузии. Находится в восточной Грузии, в Кварельском муниципалитете края Кахетия. Расположено у подножия южного склона Кахетинского Кавкасиони, на левом стороне реки Алазани, на высоте 350 метров над уровнем моря. От города Кварели располагается в 35 километрах. По результатам переписи 2014 года в селе проживало 377 человек. В Шакриани есть базовая школа.